# ESK Tallinna Sport
L'ESK Tallinna Sport, noto anche come Sport Tallinn, era una società calcistica estone di Tallinn.

## Storia
Fondata nel 1912, è stato il dominatore del campionato estone dalla nascita del torneo fino alla seconda guerra mondiale, conquistando 9 titoli e diversi piazzamenti.
Rifondato nel 2003, fu nuovamente sciolto nel 2008.

## Palmarès

### Competizioni nazionali
- Campionato estone: 9

1921, 1922, 1924, 1925, 1927, 1929, 1931, 1932, 1933
- Coppa d'Estonia: 2

1938, 1942

### Altri piazzamenti
- Campionato estone:

Secondo posto: 1926, 1930, 1934, 1936, 1943
Terzo posto: 1935, 1938-1939